# II legislatura del Regno di Sardegna

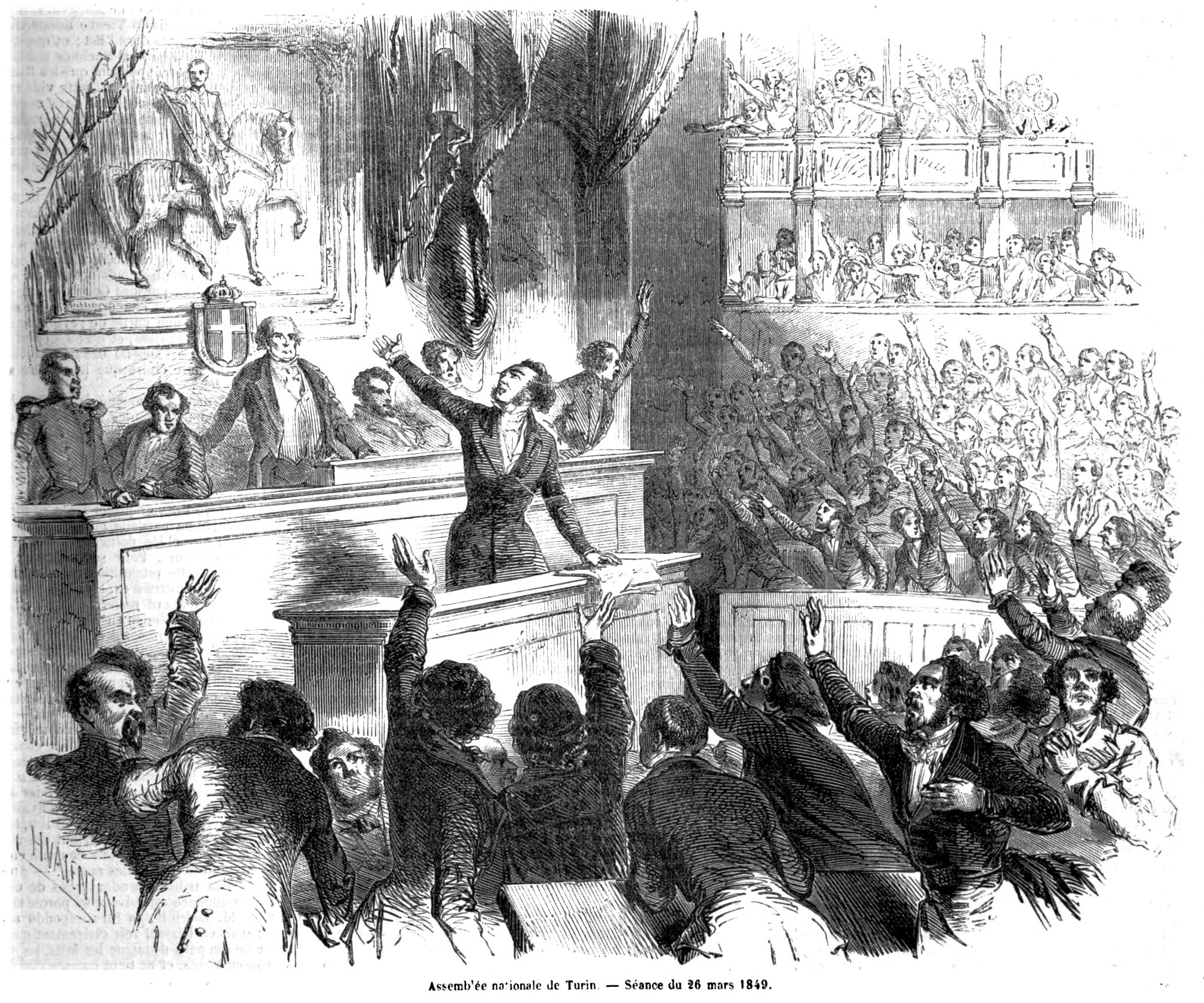
Abdicazione di Carlo Alberto

La II legislatura del Regno di Sardegna ebbe inizio il 1º febbraio 1849 e si concluse il 30 marzo 1849.

## Elezioni
Il Regio decreto legge n. 861 del 30 dicembre 1848 indiceva le elezioni generali per la Camera dei Deputati il 15 gennaio 1849, poi prorogate al 22 gennaio (regi decreti 5 e 9 gennaio 1849, nn. 865 e 867). Le elezioni si effettuarono a scrutinio uninominale a suffragio ristretto, secondo la legge in vigore. Gli elettori chiamati alle urne, nei 222 collegi, furono 80 185 (l'1,70% della popolazione residente) e i votanti (al primo scrutinio) 38 528 (il 48% degli aventi diritto).
La legislatura, aperta in Torino il 1º febbraio 1849, durò 58 giorni. Si chiuse dopo una proroga (regio decreto n. 893 del 29 marzo 1849) il 30 marzo 1849 (regio decreto n. 894).

## Governi
Governi formati dai Presidenti del Consiglio dei ministri su incarico reale.
1. Governo Gioberti (16 dicembre 1848 - 21 febbraio 1849), presidente Vincenzo Gioberti
2. Governo Chiodo (21 febbraio 1849 - 27 marzo 1849), presidente Agostino Chiodo
3. Governo de Launay (27 marzo 1849 - 7 maggio 1849), presidente Claudio Gabriele de Launay

## Parlamento Subalpino

### Camera dei Deputati
- Presidente
  - Lorenzo Pareto, nominato il 9 febbraio 1849 (57 voti su 110)
- Vicepresidenti
  - Benedetto Bunico, nominato il 9 febbraio 1849 (65 voti su 110)
  - Agostino Depretis, nominato il 9 febbraio 1849 (61 voti su 110)

Nella legislatura la Camera dei Deputati tenne 51 sedute.

### Senato del Regno
- Presidente
  - Giuseppe Manno, nominato con regio decreto del 13 febbraio 1849
- Vicepresidenti
  - Cesare Alfieri di Sostegno, nominato con regio decreto del 13 febbraio 1849
  - Giacomo Plezza, nominato con regio decreto del 13 febbraio 1849

Nella legislatura il Senato tenne 21 sedute.

### Atti parlamentari
- Prima sessione del 1849. Documenti parlamentari, Torino, 1859.
- Prima sessione del 1849. Discussioni della Camera dei Deputati, Torino, 1860.
- Prima sessione del 1849. Discussioni del Senato del Regno, Torino, 1859.